# Villas de Granada
Villas de Granada es un barrio ubicado en el noroccidente de Bogotá, Colombia. Hace parte de la localidad de Engativá, situándose al occidente de esta. Administrativamente, pertenece a la UPZ 73 y a la UPL Engativá.

## Historia
Su inicio fue en 1984, siendo construido por el industrial Luis Carlos Sarmiento, en uno de sus proyectos de vivienda denominado Las Villas, que fue uno de los primeros barrios planificados en construirse al occidente de Bogotá para obreros y empleados. El industrial compró las fincas donde está construido el barrio que en la época de auge, estos terrenos eran rurales, puesto que el último barrio de Engativá en 1985 en el gobierno de Belisario Betancur, era el barrio Garcés Navas. Sarmiento Angulo, vendió las casas a 2.500.000 pesos aproximadamente, ofreciendo una cuota inicial de 100.000 pesos con lo que entregaba las casas.
Las casas del barrio se identifican en su mayoría por los colores verde y amarillo (o rojo y amarillo) con los que fueron construidas originalmente.
En 1986 aproximadamente, se construye la iglesia de fe católica, fundada por el padre Gerardo Sanín, quien fue el tío de Noemí Sanín, esta iglesia ha sido robada en tres ocasiones.
Hasta 1991 (cuando fueron suspendidos en la ciudad) en Villas de Granada paraban los trolebuses de Bogotá.

## Ubicación
Villas de Granada está situado en la Localidad de Engativá, de norte a sur entre las calles 80 y 72F, y de oriente a occidente entre la carrera 110 y la carrera 114.
El sector limita con importantes barrios de la zona como Gran Granada, Garcés Navas y Ciudadela Colsubsidio.

## Geografía

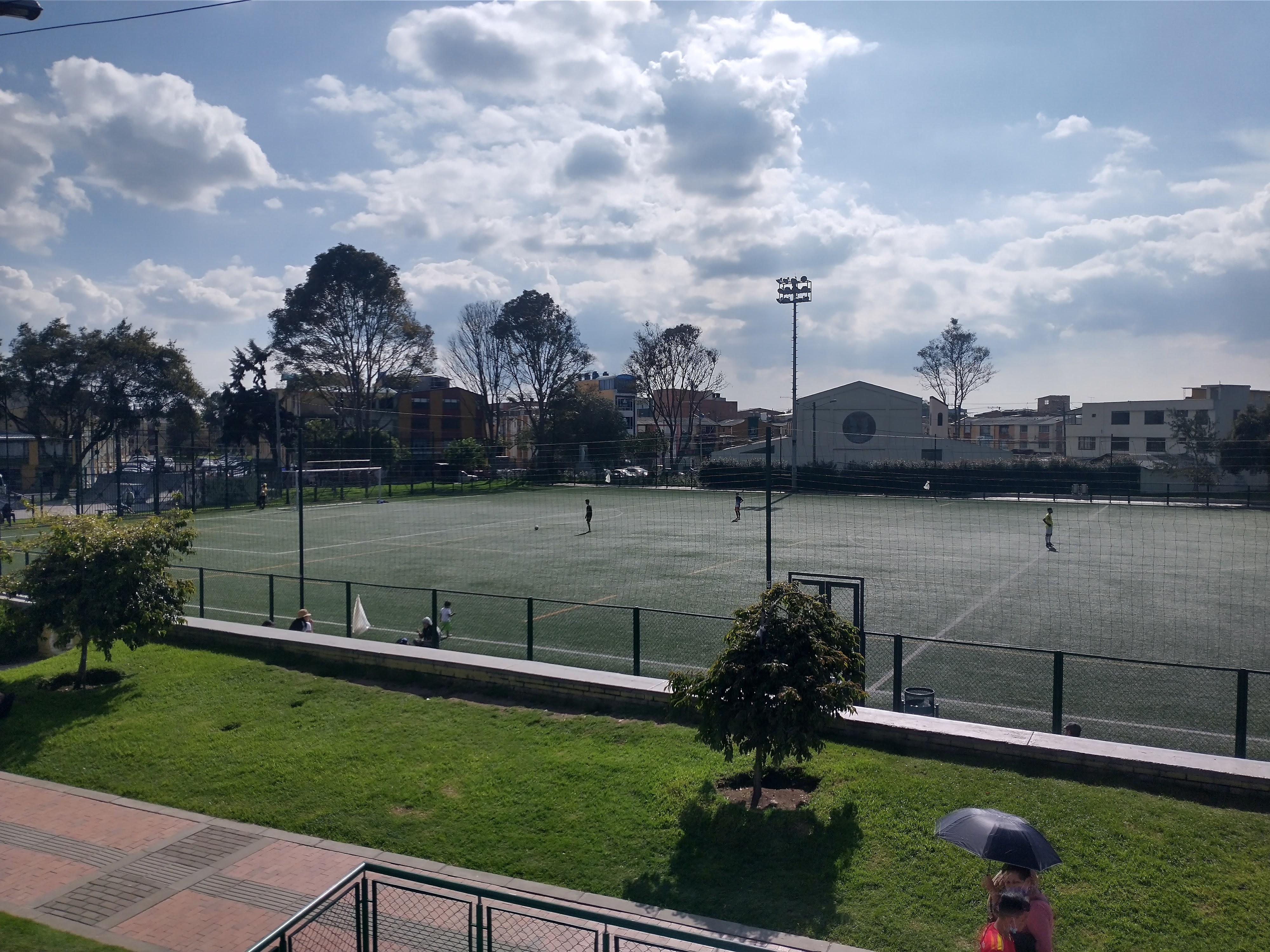
Parque Principal

La geografía del barrio está directamente relacionada con el Humedal Jaboque, puesto que en torno al humedal se construyeron este y otros barrios.
Se generaron dos tipos de barrios o urbanizaciones muy distintas en torno al humedal en cuanto a la infraestructura de vivienda, servicios públicos y vías. Algunos sectores se consolidaron mediante procesos de urbanización privada como el mismo Villas de Granada o la Perla, otros en cambio, son asentamientos clandestinos, espontáneos e ilegales, como los barrios San José Obrero o Villa Teresita, levantados por autoconstrucción. 

## Barrios vecinos
Al Norte
- Ciudadela Colsubsidio
- El Cortijo

Al Sur
- La Perla
- La Riviera

Al Occidente
- Gran Granada
- Unir

Al Oriente
- Garcés Navas
- El Mortiño
- Villa Amalia

## Sitios Importantes e Infraestructura
Educación
- Colegio Luigi Pirandello
- Colegio Católico de la Sabana
- Gimnasio Moderno Summerhill

Deportes y Recreación

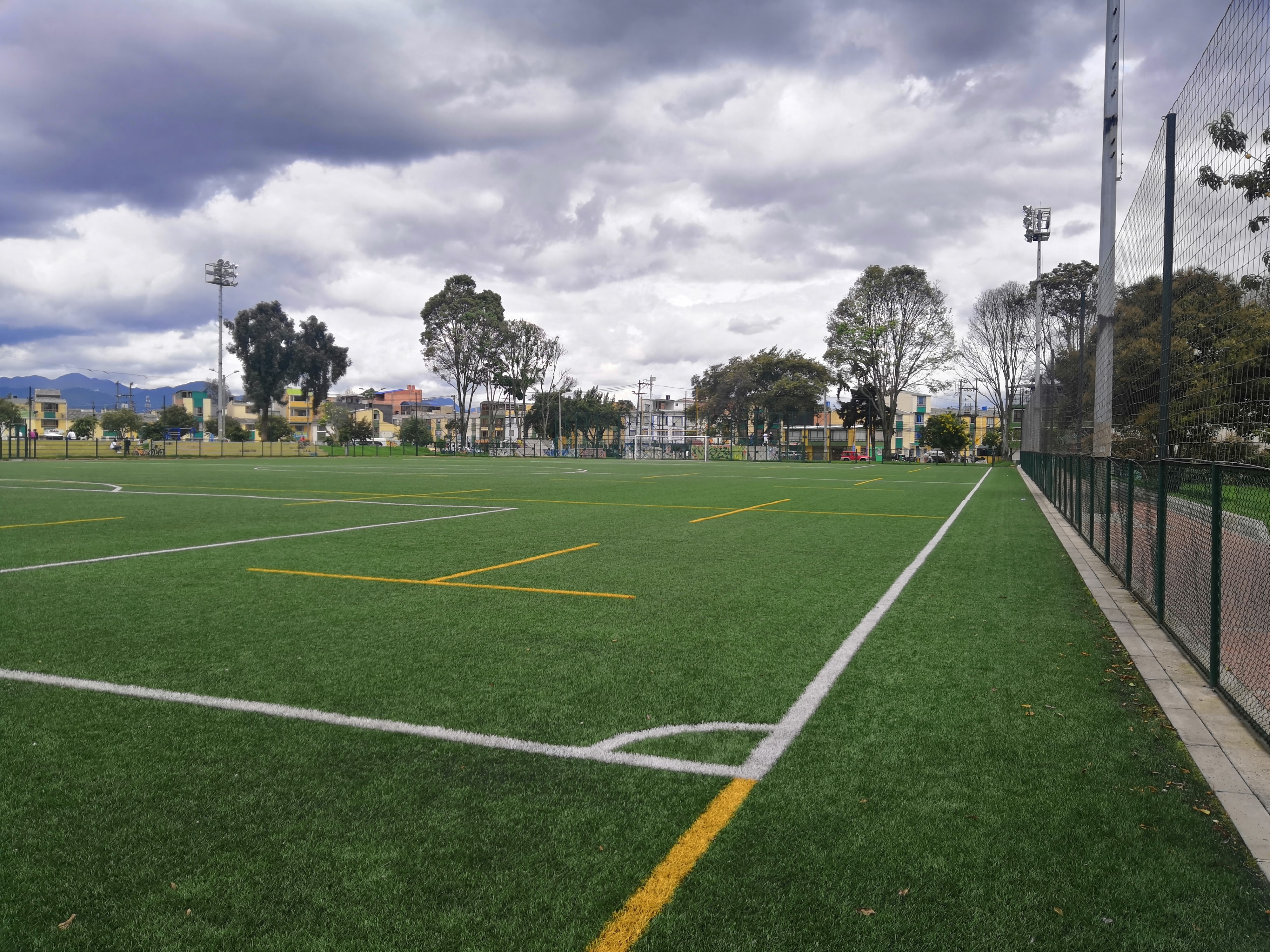
Cancha sintética.

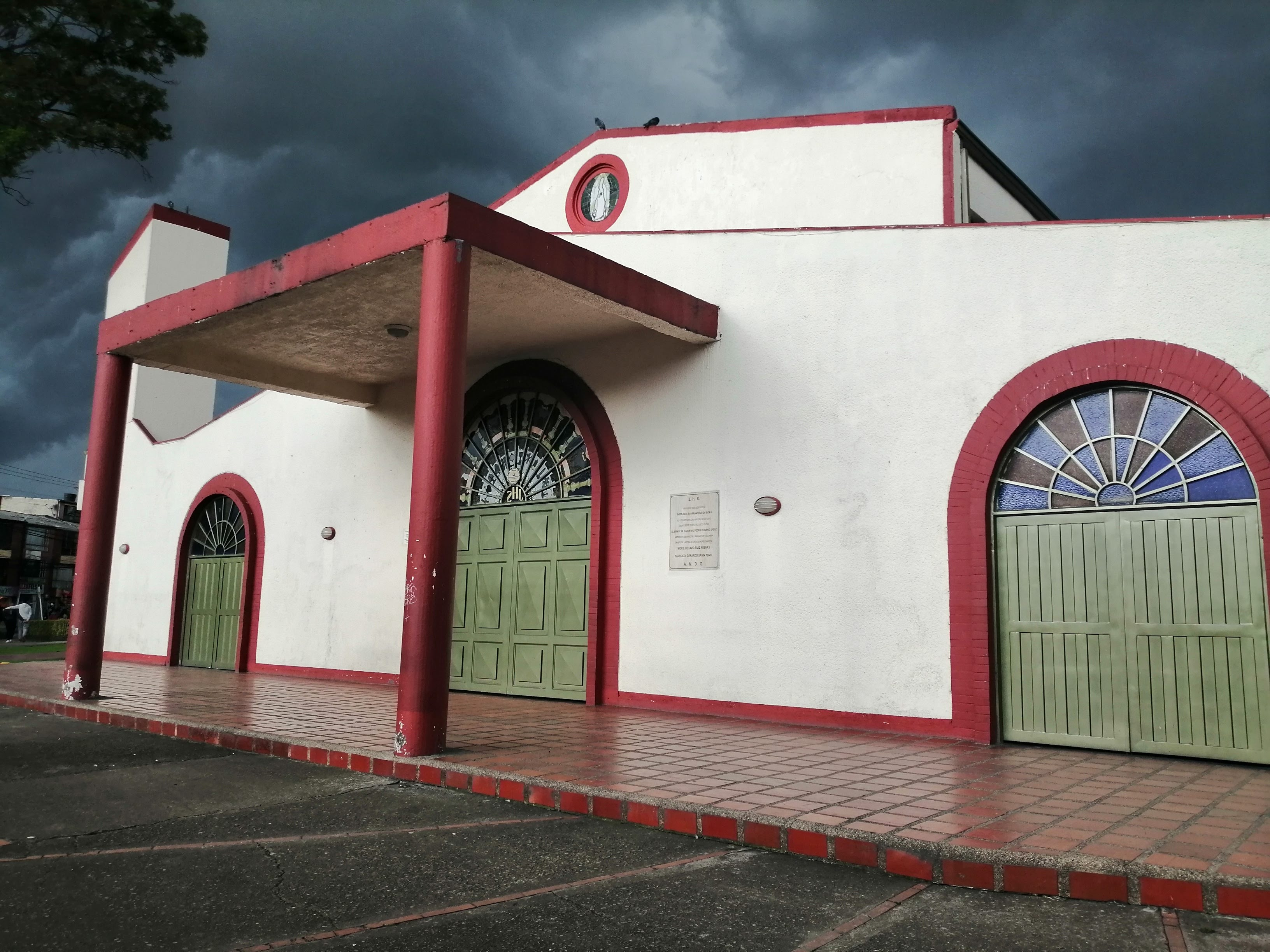
Iglesia Villas de Granada.

- Cancha sintética de fútbol y rugby
- Gimnasio al aire libre
- Skate Park

- 8 Parques Vecinales
- Ecobosque Urbano Las Brujas[6]

Seguridad
- CAI Villas de Granada

Religión
- Iglesia Villas de Granada

## Aspectos socioeconómicos
Es un concurrido barrio de clase media residencial estrato 3 que incluye pequeños negocios, entidades prestadoras de servicios y sucursales bancarias.

## Acceso y vías
- Por la calle 80
- Por la calle 72
- Ruta alimentadora  1.3 Villas de Granada, conexión al Portal 80.

## Rutas delSITP
- C37 Villas de Granada – Mazurén
- C120 Alpes – Villas de Granada
- 669 Gran Granada – Galán
- 54 Unicentro – Villas de Granada
- T31 Gran Granada – Germania
- D909 Villas de Granada – Mazurén